# Calystegia pellita
Calystegia pellita là một loài thực vật có hoa trong họ Bìm bìm. Loài này được (Ledeb.) G. Don mô tả khoa học đầu tiên năm 1837.